# Sociedad preindustrial

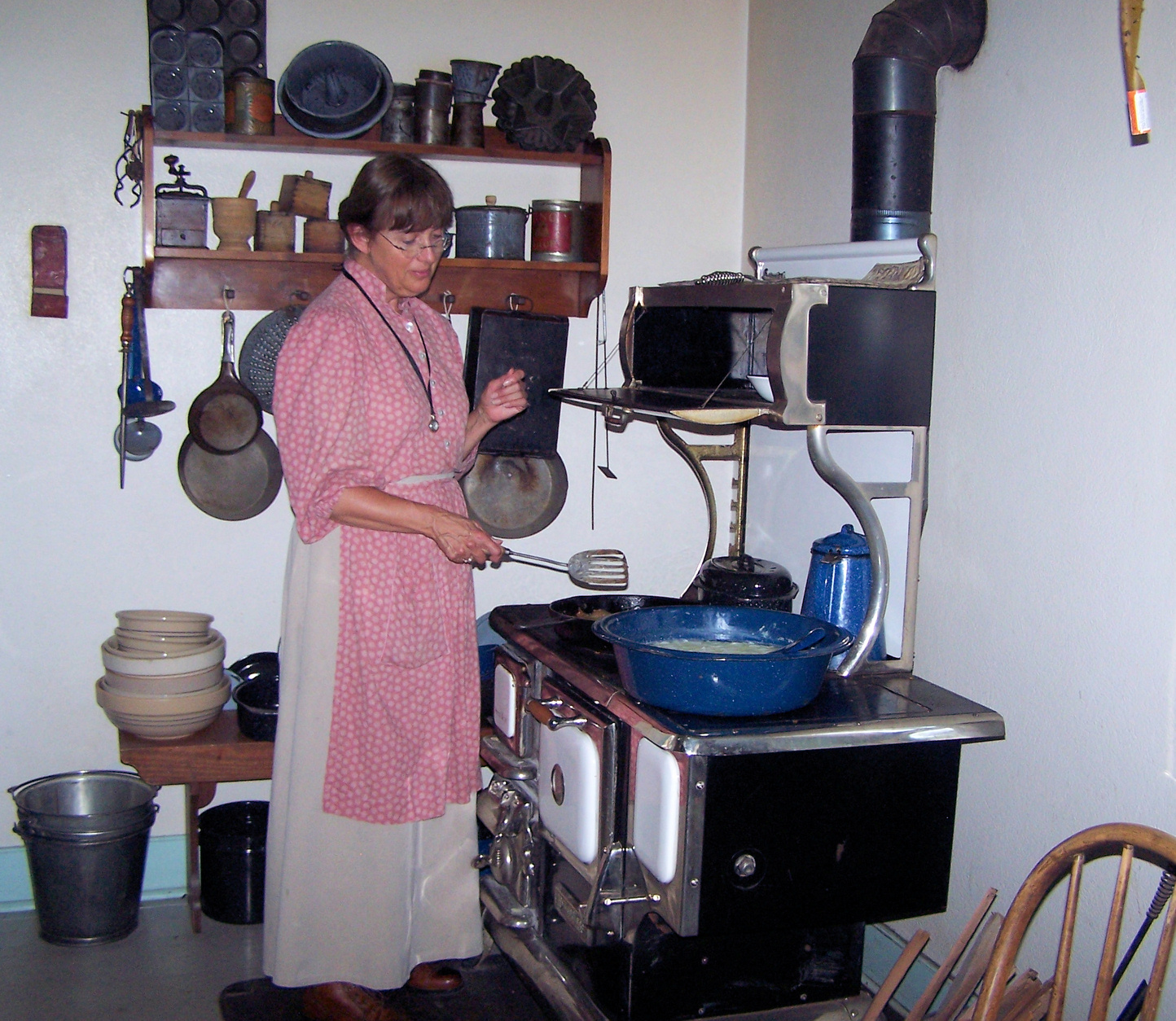
Una actriz en un parque temático nos muestra una típica cocina rural de 1918 (Sauer-Beckmann Farmstead, Lyndon B. Johnson State Park and Historic Site, Texas, Estados Unidos). El papel de la mujer parece anclado en la intemporalidad de lo preindustrial, pero la tecnología ya es industrial.

La sociedad preindustrial es la que corresponde a las específicas características sociales, y formas de organización política, cultural y social que prevalecían antes de la modernización propia de la Revolución Industrial que tuvo como consecuencia la instauración de una sociedad industrial. Por otro lado, la sociedad preindustrial se entiende como una sociedad compleja (civilización) propia de un estado de evolución cultural superior a la denominada sociedad primitiva. 
El concepto de sociedad preindustrial es ampliamente usado en las ciencias exactas, más que otros conceptos similares que pueden tener carga ideológica, frente a los que puede considerarse como un término "libre de valor" (ver objetividad). Por ejemplo, se usa de una manera intercambiable con el concepto de sociedad tradicional. Se objeta al uso de este término, ya que tradición implica estancamiento(Tradicionalismo político), con lo que se carga el concepto. 
Marx, que fundó teóricamente el concepto, usaba la expresión sociedad precapitalista, que tampoco es un término neutral, ya que implica que la transición al capitalismo es un desarrollo inevitable o de progreso en la sucesión de los modos de producción hacia un futuro sin clases en la sociedad comunistas.  Otros sinónimos son sociedad agraria y sociedad premoderna, ambos derivados de Hegel y Marx. Aunque no son estrictamente sinónimas, cada una con su linaje intelectual y merecen tratamiento independiente.

## Fundamentos teóricos
- La idea hegeliana y marxista de que la historia tiene un sentido de progreso necesario (ver filosofía de la historia), bien sea en el sentido del espíritu (Hegel) o de las fuerzas productivas y relaciones sociales (Marx).
- La idea marxista de que la historia progresa por estadios de desarrollo. Aunque esta noción de movimiento gradual era implicada por Marx (The Grundrisse); fue explícitamente desarrollada por Friedrich Engels en su Dialectics of Nature y en The Origins of the Family, Private Property, and the State (El origen de la familia, la propiedad privada y el estado).
- En teoría marxista clásica, existe la idea de que la progresión de la historia humana está determinada por los modos de producción (determinismo económico, materialismo dialéctico, materialismo histórico).

- Los estadios preindustriales serían:

1. comunismo primitivo (sin propiedad privada)
2. esclavismo (surgimiento de la propiedad)
3. feudalismo (consolidación de la autoridad)

Los estadios industriales o modernos serían el capitalismo, el socialismo (como estadio de transición) y el comunismo.
La teoría política contemporánea considera que el capitalismo, al evitar la transición al socialismo y el comunismo, ha trascendido el estadio industrial. Daniel Bell ha denominado al estadio actual sociedad posindustrial; otros (por ejemplo Foucault) utilizan la denominación posmoderno.

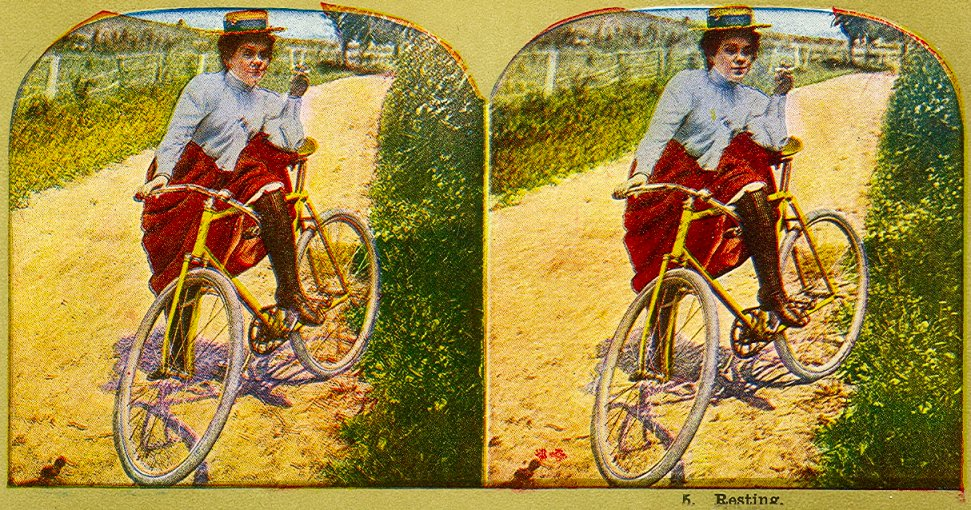
Mujer fumando en bicicleta (circa 1900). Todos los elementos de esta imagen fueron eficaces disolventes de la sociedad preindustrial.

## Cambio de las sociedades preindustriales
- Una autoridad tradicional. El poder se manifestaba en varias formas de autoridades personalistas, en vez de mediante un estado o burocracia impersonal. Aunque burocracia y Estado existen en sociedades tradicionales, el Estado moderno no se desarrolla plenamente hasta que el Estado Liberal se impone sobre los particularismos propios del Antiguo Régimen.

- Cambio social estancado: El comportamiento y la mentalidad estaban sujetos a códigos religiosos o morales y no a la ley o la ciencia.

- Una limitada producción económica (en la industria, la artesanía en vez de la producción en masa)

- Economía esencialmente de base agrícola.

- Limitada división del trabajo: el capitalismo necesita una gran cantidad de habilidades y conocimientos especializados, dada la naturaleza compleja de la producción industrial. En las sociedades preindustriales, la producción era relativamente simple, y por tanto, el número de oficios especializados era limitado (no obstante, aunque esto es cierto para un creciente número de obreros especializados, no hay que olvidar que al mismo tiempo se produjo que la mayor parte de la masa laboral de la primera revolución industrial se había convertido en un proletariado desposeído de la habilidad artesanal tradicional, quedando reducido a mero servidor de la máquina y sin capacidad de identificar su trabajo con el producto; todo ello formaba parte de lo que para Marx era el concepto de alienación)

- Limitada capacidad de variación de las clases sociales (movilidad social).

- Parroquialismo: Las teorías sociales sostienen que la comunicación entre las comunidades humanas en las sociedades preindustriales era muy limitada. Pocos tendrían la oportunidad de ver o tener noticias de fuera de su propia aldea. Por el contrario, las sociedades industriales crecen con la ayuda de medios de comunicación más rápidos, disponiendo de mayor información sobre el mundo, lo que permite la transferencia de conocimiento y la difusión cultural entre ellas. (Cuando se hizo una encuesta para averiguar cuál había sido el avance tecnológico más influyente en la historia, se destacó de forma curiosa la bicicleta, que posibilitó los desplazamientos a una escala modesta, pero más ágil que con los métodos tradicionales.

- Las sociedades preindustriales se desarrollan principalmente en comunidades rurales. El capitalismo se desarrolla principalmente en áreas urbanas.

## Crítica del concepto
En época reciente, muchos historiadores han argumentado que el concepto popular de la sociedad industrial debe relativizarse. La razón es que muchos de los fenómenos sociales y económicos normalmente asociados con la sociedad industrial (el comercio, los mercados de capital, el trabajo asalariado, etc.) también existían a modesta escala en muchas sociedades preindustriales, como la Antigua Grecia y Roma, la Italia del siglo XV y la Holanda del siglo XVII.
Además, en el capitalismo mercantil que precedió al capitalismo industrial cuando la sociedad era aún predominantemente feudal, la actividad comercial capitalista existía sin fábricas mecanizadas que funcionaran con trabajo asalariado. Por tanto, el desarrollo de mercados capitalistas en los que cada vez más los inputs y outputs de la producción son bienes y servicios sujetos a precio e intercambio, debe ser visto como un proceso gradual de evolución, y la industrialización como un proceso que no se produce de una manera uniforme en el tiempo y el espacio.
- Datos: Q3772521